# Els pirates del "diablo"
Els pirates del "diablo" (títol original: The Devil-Ship Pirates) és una pel·lícula d'aventures de pirates britànica de 1964 dirigida per Don Sharp. Va ser la primera de diverses col·laboracions entre el director i l'estrella Christopher Lee. Està doblada al català.

## Argument
Un vaixell pirata, implicat en les batalles de 1588 al costat de l'Armada espanyola, pateix importants danys i ha de refugiar-se en un poble de la costa britànica per ser reparat.
El poble és petit i aïllat. Els espanyols convencen els vilatans que la flota anglesa ha estat derrotada i que ells, els espanyols, són ara els seus amos. Això es tradueix en la cooperació dels vilatans, però els rumors i el malestar comencen a estendre's i aviat els pirates espanyols es troben davant d'una revolta.

## Repartiment
- Christopher Lee com Captain Robeles
- Andrew Keir com Tom
- John Cairney com Harry
- Duncan Lamont com el contramestre
- Michael Ripper com Pepe
- Ernest Clark com Sir Basil
- Barry Warren com Manuel
- Suzan Farmer com Angela
- Natasha Pyne com Jane
- Philip Latham com Miller
- Harry Locke com Bragg
- Leonard Fenton com Quintana
- Bruce Beeby com Pedro
- Johnny Briggs com Pablo
- Peter Howell com el vicari
- June Ellis com Mrs. Blake

## Producció

### Desenvolupament
A principis dels anys 60, a Hammer Films era més conegut per les seves pel·lícules de terror, però també van provar altres gèneres. L'estudi va fer una pel·lícula d'espases, The Pirates of Blood River (1962), escrita per Jimmy Sangster i protagonitzada per Christopher Lee; que va ser un èxit a taquilla. Així que Hammer va encarregar a Sangster que escrivís una altra història de temàtica pirata per a Lee. "La idea era estrenar aquestes pel·lícules d'aventures sagnants, però no massa, durant les vacances escolars, i van fer fortuna amb elles", va dir Don Sharp, que dirigiria el film.
La pel·lícula formava part d'una nova llista de vuit pel·lícules que James Carreras va anunciar el juliol de 1963 que faria Hammer, d'altres com Què va arribar llavors?, She, Blood of the Foreign Legion, Brainstorm (que es va convertir en Fear in the Night), The Evil of Frankenstein, La maledicció de la tomba de la mòmia i The Secret of Blood Island (La majoria d'aquests no es van fer fins més tard i Blood of the Foreign Legion mai es va fer.)
Don Sharp acabava de dirigir el seu primer llargmetratge per a Hammer, Kiss of the Vampire i Tony Hinds el va convidar a tornar a treballar a l'estudi. Sharp diu que la pel·lícula estava dirigida al mercat de vacances escolars, per la qual cosa necessitava tenir un certificat "U". "Però volien que semblés una pel·lícula X. Així que vam tenir una pel·lícula d'acció amb nens", va dir Sharp.
Era la primera vegada que Sharp treballava amb Christopher Lee. El director havia vist diverses actuacions de Lee "i em preocupava una sèrie que veia com una línia. Però des de la nostra primera reunió ens vam posar i quan vam parlar, eren dos actors parlant. Vam explorar el seu personatge i Em vaig trobar suggerint profunditats al capità Roebles que no m'esperava que seria capaç de fer-ho presència dominant". Lee va rebre la màxima facturació per primera vegada en pel·lícules.

### Rodatge
El rodatge va començar el 19 d'agost de 1963 als Bray Studios de Berkshire i es va dur a terme fins a mitjans d'octubre. Sharp no es portava especialment bé amb el productor Anthony Nelson Keys, a qui va anomenar "un tipus de director general i qualsevol idea que tenia era més òbvia. Recordo que em va dir que volia que el pirata de Christopher Lee anés vestit de blau i li vaig dir:" Un pirata blau, com l'anomenarem Little Boy Blue? Així que em va preguntar quin color volia i li vaig dir el gris, que ell pensava que era avorrit i poc amenaçador fins que li vaig recordar que era prou amenaçador per als nazis!”. ".
Els conjunts a l'aire lliure es van utilitzar anteriorment per a The Scarlet Blade de Hammer, feta l'any anterior. Michael Ripper, Duncan Lamont i Suzan Farmer van aparèixer a les dues pel·lícules.
L'escena inicial es va rodar en una gravera inundada a un parell de milles a la carretera des de Bray Studios. A l'altre costat de la carretera, els treballadors de l'ajuntament estaven començant a construir una autopista, així que Sharp va fer que es posés fum per ocultar els camions del fons. "Amagar la M4 va ser una part important de fer aquesta pel·lícula", va fer broma més tard Sharp, que va dir que fer la M4 va ser una part important de fer aquesta pel·lícula", va fer broma més tard Sharp, que va dir que fer la pel·lícula era "molt divertit".
Segons Christopher Lee, Hammer Studios havia construït un galió de mida completa en uns pous de sorra sobre una estructura d'acer sota l'aigua. Tot i que es va advertir que no hi havia massa gent a bord alhora, un dia el vaixell es va aixecar a una plataforma al nivell de l'aigua i massa gent es va precipitar. El vaixell va bolcar, llançant la major part del repartiment i la tripulació a l'aigua. Lee estava al castell de popa i, per sort, va aconseguir aguantar-se la barana. Ningú es va ofegar o ferir greument. Lee diu que "va guardar l'article més valuós possible: la màquina d'escriure de la noia de continuïtat. Tota l'estructura va trigar uns quants dies a endreçar-se, de manera que es pogués explotar al final en un holocaust gloriós".
"Va ser una sort que no vam tenir un accident greu", va dir Michael Reed, que era el director de fotografia. Sharp va dir: "La bastida va anar al fons i va estar-hi durant dos anys amb l'empresa propietària de la fossa encara cobrant el lloguer! ”
Lee va escriure durant el rodatge que pensava que la pel·lícula "serà una peça d'entreteniment general de primera classe, acolorida i emocionant. I m'ha permès interpretar un personatge dur per una vegada. No m'he vist obligat a la crueltat elegant habitual que sempre els productors sembla que m'exigeixin. Ha estat interessant interpretar un individu tosc, veure fins on podia arribar sense por a la caricatura o l'exageració". En una altra carta va anomenar Sharp "fill dels joves directors més talentosos i imaginatius que han aparegut a l'escena britànica durant molt de temps.... Personalment, mai he rebut una cobertura fotogràfica millor o més intel·ligent en cap pel·lícula i, encara que ho dic jo mateix, vaig tenir més possibilitats de mostrar què puc fer amb una part realment més dura que no pas a Blood River, on a causa de la incompetència del Director, tots estàvem lluitant dur per apropar la cara a la càmera. ”

## Recepció
La pel·lícula es va estrenar al Regne Unit amb una doble entrada amb The Invicible Seven .

### Crítica
Variety va escriure: "Les habilitats de producció dels artesans de Hammer Film converteixen aquest melodrama d'aventures, d'altra manera habitual, en una entrada del seu gènere una mica millor que la mitjana. La solidesa d'aquests valors físics, juntament amb un concepte dramàtic que subratlla els elements d'acció, hauria d'anul·lar a alguns les certes deficiències de la història i l'obscuritat dels actors per al públic americà i fan que Columbia llanci un soci útil en un dual d'explotació per al mercat d'aventures orientat per als homes. Als nois també els agradarà".
The Guardian ho va dir "molt divertit i hauria de tenir nens asseguts a la vora dels seus seients".
Film Review va escriure "un bon vell melodrama de Hammer, amb un munt de calaveres, batalles i actes de valors engrescadors".
Monthly Film Bulletin el va anomenar un "fil de corsari triturat i sense terra, bastant ben muntat però totalment deslluït".
Els pirates del "diablo" és un "film pirata poc brillant amb poca acció i alguns elements de l'horror de Hammer", segons la Guia de pel·lícules i vídeos de Halliwell. Richard Harland-Smith es tracta d'un "esperit enèrgic", però assenyala que la "dieta de flagel·lacions, penjaments i jocs d'espasa" de la pel·lícula va portar el seu certificat 'U' al límit.

## Llegat
Sharp i Lee anirien fent diverses pel·lícules junts, com ara El rostre de Fu Manxú, Les núvies de Fu Manxú, Rasputin the Mad Monk i L'illa de l'Ós .
Hammer va anunciar una vegada que faria un biopic de la pirata Anne Bonny protagonitzada per Raquel Welch, Mistress of the Seas . Tanmateix, mai es va fer.
Sharp va recordar més tard que Devil Ship i Kiss of the Vampire "estan entre les pel·lícules més feliços en les quals he treballat mai. Amb Shepperton o Pinewood eres una de les nombroses pel·lícules que es feien, i si tens un pressupost reduït, tenies el segon o tercer millor lloc. A Bray, quan traveses la porta, tot estava a la teva pel·lícula, hi havia un sentiment familiar i també d'orgull: tothom coneixia el seu ofici i inspirava als altres".